# Kako je Gru ukrao mjesec
Kako je Gru ukrao mjesec (eng. Despicable Me) je računalno-animirani film iz 2010. godine animacijskoga studija Illumination Entertainment. Redatelj filma je Chris Renaud i Pierre Coffin, a glasove u originalnoj verziji posudili su između ostalih i Steve Carell. Producenti su Chris Meledandri, Janet Healy, John Cohen, a film je distribuirao Universal Pictures. Scenarij potpisuju Cinco Paul i Ken Daurio.
Film je zaradio 543 milijuna dolara diljem svijeta. Recenzije i kritike su bile izuzetno pozitivne pohvaljujući osobito inovativnu animaciju i duhovitost scenarija.
Film je dobio i nastavke. Gru na super tajnom zadatku bila je uspješnija od prvog izvornog filma. U listopadu 2013. godine obje verzije su dorađene u 3D izdanju, a 30. lipnja 2017. očekuje se i treći nastavak - Kako je Gru postao dobar.

## Radnja
U veselom predgrađu sačinjenom od mnoštva bijelih kućica s prekrasnim okućnicama stoji jedna crna kuća s gotovo umrtvljenim vrtom. Nitko od susjeda nema pojma, ali upravo ispod te kuće nalazi se tajno Skrovište u kojem upoznajemo Grua (Rene Bitorajac) koji zajedno sa svojim malim pomoćnicima upravo smišlja najopakiji plan u povijesti čovječanstva: ukrast će Mjesec. Da, Mjesec! Gru uživa u svemu što je opako pa tako sa svojim pravim arsenalom oružja koje uključuje mogućnost smanjenja zraka, zamrzavanja zraka i vozilo za zemlju i zrak - on uništava sve one koji mu se nađu na putu. Naravno, sve to traje do trenutka dok ne susretne tri male djevojčice bez roditelja koje u njemu vide ono što nitko to sada nije mogao niti zamisliti: potencijalnog tatu. I tako će se najveći svjetski zloćko susresti sa svojim najvećim izazovom do sada: tri male djevojčice Marom, Editom i Anjom.

## Glavne uloge
- Steve Carell - Gru
- Jason Segel - Vector
- Russell Brand - Dr. Nefario
- Julie Andrews - Marlena Gru
- Will Arnett - Mr. Perkins
- Kristen Wiig - Miss Hattie
- Miranda Cosgrove - Margo
- Dana Gaier - Edith
- Elsie Fisher - Agnes
- Pierre Coffin - Kevin, Tim, Bob, Mark, Phil, i Stuart
- Chris Renaud - Dave
- Jemaine Clement - Jerry
- Jack McBrayer - Carnival Barker i Tourist Dad
- Danny McBride - Fred McDade
- Mindy Kaling - Tourist Mom
- Rob Huebel - Anchorman
- Ken Daurio - Egyptian
- Ken Jeong - Talk-show

## Hrvatska sinkronizacija
| Ime                     | Engleska inačica | Hrvatska inačica    |
| ----------------------- | ---------------- | ------------------- |
| Gru                     | Steve Carell     | Rene Bitorajac      |
| Anja                    | Elsie Fisher     | Ivett Biškić        |
| Mara                    | Miranda Cosgrove | Petra Šalinović     |
| Edita                   | Dana Gaier       | Kora Karla Konjević |
| Dr. Nefario             | Russell Brand    | Alen Šalinović      |
| Viktor "Vektor" Perkins | Jason Segel      | Marko Makovičić     |
| Dado                    | Chris Renaud     | Mario Petreković    |
| Jerko                   | Jemaine Clement  | Mario Petreković    |
| Stipe                   | Pierre Coffin    | Mario Petreković    |
| Tom                     | Pierre Coffin    | Mario Petreković    |
| Marko                   | Pierre Coffin    | Mario Petreković    |
| Ivo                     | Pierre Coffin    | Mario Petreković    |
| G. Perkins              | Will Arnett      | Ivica Zadro         |
| Gđa. Hattie             | Kristen Wiig     | Sanja Marin         |
| Marlena Gru             | Julie Andrews    | Mirela Brekalo      |
| Jurajev otac            | Jack McBrayer    | Goran Karan         |
| TV voditelj             | Rob Huebel       | Zoran Šprajc        |

### Ostali glasovi
- Jasna Palić-Picukarić
- Nada Abrus
- Sunčana Zelenika Konjević
- Ranko Tihomirović

### Sinkronizacija
- Sinkronizacija: Duplicato Media d.o.o.
- Redateljica dijaloga: Ivana Vlkov Wagner
- Prijevod i adaptacija: Ivanka Aničić

## Unutarnje poveznice
- Illumination Entertainment
- Universal Pictures

## Vanjske poveznice
- Kako je Gru ukrao mjesec u internetskoj bazi filmova IMDb-a (engl.)
- Kako je Gru ukrao mjesec na Rotten Tomatoes (engl.)